# Pheidole ariel
Pheidole ariel (лат.) — вид муравьёв рода Pheidole из подсемейства Myrmicinae (Formicidae). Новый Свет.

## Распространение
Северная Америка: Мексика (Monclova, Puente La Muralla, Coahuila, 1280 м).

## Описание
Мелкие земляные мирмициновые муравьи, длина около 2—3 мм, солдаты и рабочие одноцветные жёлтые (характерные для рода большеголовые солдаты крупнее). Затылочный край головы солдат вогнутый. Усики рабочих 12-члениковые с 3-члениковой булавой. Ширина головы крупных солдат — 1,46 мм (длина головы — 1,62 мм). Ширина головы мелких рабочих 0,66 мм, длина головы 0,82 мм, длина скапуса — 1,16 мм. Стебелёк между грудкой и брюшком состоит из двух члеников: петиолюса и постпетиолюса (последний четко отделен от брюшка). Pheidole ariel относится к видовой группе Pheidole diligens Group и сходен с видами Pheidole desertorum, Pheidole vistana (и частично с Pheidole hyatti), но отличается жёлтым цветом, гладкими и блестящими переднеспинкой и брюшком, и редуцированными проподеальными шипиками. Вид описан в 2003 году американским мирмекологом профессором Эдвардом Уилсоном и назван по греческому слову ariel (воздушный эльф), из-за тонкого светлого тела обеих каст.